# Roc de Carbassa
El Roc de Carbassa és una muntanya de 1.392 metres que es troba al municipi d'Alàs i Cerc, a la comarca de l'Alt Urgell.